# Званична статистика
Званична статистика је статистика произведена у оквиру националног статистичког система. Национални статистички системи укључују статистичке организације и јединице унутар земље које заједно прикупљају, обрађују и дисеминирају званичне статистике у име националне владе. Званична статистика се обично прикупља у законском оквиру и у складу са основним принципима који обезбеђују минималне професионалне стандарде, као што су независност и објективност.   
Званична статистика обезбеђује, на непристрасним основама, бројчане и репрезентативне податке и информације о масовним економски, демографским, друштвеним и еколошким појавама, доступне за све привредне субјекте, државне органе, органе аутономних покрајина и органе локалне самоуправе, културне, образовне и научне институцие, и за најширу јавност.
Основне активности званичне статистике се односе на:
- Прикупљање и обраду података и производњу и дисеминацију резултата званичне статистике високог квалитета и широке доступности свим корисницима
- Очување и јачање позиције и стручне независности званичне статистике
- Јачање поверења у званичну статистику, како давалаца података, тако и корисника резултата
- Активну међународну сарадњу и учешће у раду релевантних домаћих и међународних институција[3]

## Институције званичне статистике
У многим земљама влада је доминантни произвођач статистике, које настају као производ пописа, истраживачких програма и владиних функција. Статистика се производи на националном, локалном и регионалном нивоу власти, међутим, обим и доступност ових статистика варирају. Неке земље имају једну примарну статистичку агеницју, док друге имају више агенција и одељења. Као пример се може издвојити статистички систем Сједињених Америчких држава, који има једну званичну статистичку агенцију, Биро за попис становништва САД, док са друге стране има и статистичка одељења у оквиру многих других владиних организација (Национални центар за статистику образоваља у оквиру Министарства образовања САД).
У Србији, главна институција за званичну статистику је Републички завод за статистику.  
На глобалном нивоу, значајне институције укључују: 
- Евростат
- Статистичка комисија Уједињених нација (UN Statistics Division)
- Међународни монетарни фонд (IMF)
- Светска банка

Евростат је статистичка агенција Европске уније одговорна за објављивање статистичких података и индикатора широм Европе који омогућавају поређења између земаља и региона у Европи. У главном фокусу су прикупљање и објављивање економских, еколошких, демографских и социјалних података, као што су: инфлација, БДП, државни дуг, потрошња електричне енергије, стопа незапослености, стопа запослености и др.
Статистичка комисија Уједињених нација представља највише тело за доношење одлука за координацију међународних статистичких активности. UNData је сервис података која корисницима омогућава претрагу међу статистичким базама података које је прикупио статистички систем Уједињених нација. 
Међународни монетарни фонд је глобална организација чија економска истраживања укључују макроекономска и финансијска питања, укључујући девизне курсеве, фискалну политику, монетарну политику и глобалну финансијску стабилност.
Светска банка је међународна организација која нуди податке о сиромаштву, образовању, здравству, социјалној заштити, климатским променама, окружењу, инфраструктури и дигиталној трансформацији. Оријентисана је на пружање помоћи земљама у разоју у суочавању са данашњим изазовима и проблемима, у циљу повећања економског развоја, прилагођавања климатским променама, смањења сиромаштва и обезбеђивања приступа образовању.

## Статистички систем Србије
Званична статистика има циљ да, у складу са регулаторним оквиром Републике Србије и Европске уније, представи стање у друштву и привреди на информативан, транспарентан и непристрасан начин, при чему морају испунити услове поузданости и квалитетности. Квалитет подразумева релевантност, потпуност, правовременост, тачност, приступачност, јасноћу, економичност, транспарентност, упоредивост и кохерентност података.
Визија: 
Систем званичне статистике Републике Србије треба да постигне висок степен усклађености са међународним статистичким стандардима, висок ниво квалитета објављених статистичких података и стеченог поверења давалаца и корисника података.
Систем званичне статистике у Републици Србији чине: 
- Републички завод за статистику

- Остали одговорни произвођачи званичне статистике

Републички завод за статистику је главни произвођач и дисеминатор података, одговарни стручни носилац, организатор и координатор система званичне статистике и представља званичну статистику Републике Србије у међународном статистичком систему. Његове активности регулисане су Законом о званичној статистици, а укључују:
- Састављање и спровођење статистичких истраживања

- Објављивање годишњих извештаја

- Сарадњу са међународним институцијама, као што су Евростат и Уједињене нације.[12]

Одговорни произвођачи званичне статистике су институције које су на националном нивоу одговорне за развој, производњу и дисеминацију европске и/или националне званичне статистике или за обраду и дисеминацију података прикупљених од релевантних извора уз јасну повезаност са европским или националним методологијама.
Према програму званичне статистике у периоду од 2021. до 2025. године, у складу са Законом о званичној статистици, неки од осталих одговорних произвођача званичне статистике, поред Републичког завода за статистику, су следеће институције: Народна банка Србије, Градска управа града Београда, Министарство финансија, Министарство унутрашњих послова, Министарство правде, Републичко јавно тужилаштво и други.